# هو مجرد تلفاز لكنني أحبه
هو مجرد تلفاز لكنني احبه (It's Only TV...but I Like It) هو عرض كوميدي عن المشاهير. تم بثه في الأصل على قناة بي بي سي الأولى BBC One من 3 يونيو 1999 حتى 23 أغسطس 2002. وكان مقدمه جوناثان روس، وكان قادة الفريق جوليان كلاري وجاك دي (السلسلة الأولى فقط) و فيل جوبيتوس.[بحاجة لمصدر]

## نظرة عامة
تلعب الفرق من خلال جولات مختلفة من أجل كسب النقاط. أي فريق يحصل على أكبر عدد من النقاط في النهاية، يعلن فوزه. إذا حصل كلا الفريقين على نقاط متساوية في النهاية، تحسب النتيجة على أنها تعادل دون لعب جولة أخرى.
كانت هناك جولات مختلفة لعبت طوال السلسلة، بما في ذلك:
TV Trivia - في هذه الجولة، يُعرض على كل فريق ثلاث مقاطع لها ارتباط ضعيف بلحظة في تاريخ التلفزيون. الأمر متروك للفرق لمحاولة فك الارتباط .
اظهار مقطع من برنامج تلفزيوني، ولكن يتم إيقاف المقطع مؤقتًا قبل ظهور جزء من الأخبار السيئة. يجب على الفرق أن تخمن ماهية الأخبار السيئة. تباينت البرامج في هذه الجولة من الصابون مثل Coronation Street و EastEnders إلى دراما الجريمة مثل The Bill أو The Sweeney ، دراما الفترة مثل Poldark أو Martin Chuzzlewit إلى برامج الأطفال مثل Pingu و Fireman Sam و Bob the Builder و Noddy.
إعطاء الفرق مكونات لـ «صنع» بلو بيتر حقيقي، ويطلب منهم التوصل إلى ما يعتقدون أن مقدم البرنامج قد صنعه منه.
قناة القفز - في هذه الجولة الضيوف يشقون طريقهم إلى شاشة التلفزيون (في الواقع، قسم مرتفع من المسرح خلف جوناثان) ، ولا يرتدي قادة الفريق غطاء أذن خاصًا لحجب أي ضوضاء.
يمتلك القائد أيضًا جهاز تحكم عن بعد لاختيار واحد من خمسة برامج تلفزيونية، والتي يجب على الضيوف تقليدها مع إصدار نغمة حتى يتمكن قائدهم من تخمين البرنامج.
السلسلة 2 ، تم لعب هذه اللعبة في كل حلقة، بعد أن كانت في نصف حلقات السلسلة 1. من السلسلة 3 ، سيكون لكل قائد زوج من غطاء للأذنين مزين ليبدو وكأنه برنامج تلفزيوني معين. ثلاث مقاطع لأداء الفنانين في برامج المواهب مثل New Faces أو Opportunity Knocks ، ويُطلب منهم تخمين أي من الأعمال الثلاثة لا تزال تؤدى اليوم.
عرض الفرق على مونتاج لكبار السن يصفون برنامجًا تلفزيونيًا بطريقة منفرجة، ويُسألون عن البرنامج الذي يتحدثون عنه. إذا اعتقدوا ذلك بشكل صحيح من المونتاج الأول، يمنح الفريق خمس نقاط، ولكن إذا لم يفعلوا ذلك، فسيتم عرضهم على مونتاج ثان حيث تصبح القرائن أسهل ولكن تقل قيمة النقطة كلما حصلوا على أدلة أكثر.
ارتداء أقنعة على العينين من الفريق المقابل، وجميعهم بجوه من نفس البرنامج التلفزيوني. يجب على الفريق بعد ذلك طرح أسئلة على الجانب الخصم لتخمين من يرتدون أقنعة، وذلك باستخدام أسئلة نعم أو لا بشكل رئيسي.
الأجانب - في هذه الجولة، يتم عرض ثلاثة أجانب، ظهر أحدهم في Doctor Who. ثم تطرح الفرق أسئلة على الأجانب بشأن هوياتهم قبل التصويت على أي أجنبي حقيقي. يتم منح النقاط للتخمين بشكل صحيح.
تذوق النبيذ - يتم إعطاء الفرق نبيذًا للتذوق ويطلب منهم تخمين ما قاله مقدمو العروض عن النبيذ. يتم منح النقاط لكل وصف صحيح. في أحد أشكال هذه الجولة، يُطلب من المتسابقين تذوق الجعة، وفي هذه الحالة كانت البيرة المعنية هي Weihenstephaner.
الأفلام العامة، يتم عرض الفرق على فيلم إعلام عام يتم إيقافه مؤقتًا قبل فهم الرسالة. يجب على الفرق أن تخمن ما هي رسالة الفيلم.
انتهى العرض دائمًا بجولة سريعة لاطلاق النار . كانت جولات إطلاق النار السريع الثلاث:
في السلسلة 1 ، كان على الفرق ببساطة إكمال العبارات غير المكتملة التي قرأها جوناثان.
-في السلسلة 2 و 3 ، كان جوناثان يقرأ خط حوار من برنامج تلفزيوني ويتعين على الفرق تخمين الشخصية أو الشخص الذي قالها.
في السلسلة 4 ، وكانت هذه جولة مباشرة من الاسئلة السريعة، تتضمن أيضًا عبارات جذابة وتحديد شخصين تلفزيونيين تم دمجهما معًا في صورة واحدة.

## روابط خارجية
- هو مجرد تلفاز لكنني أحبه على موقع IMDb (الإنجليزية)
- هو مجرد تلفاز لكنني أحبه على موقع قاعدة بيانات الفيلم (الإنجليزية)